# ニコル・デービス
ニコル・デービス（Nicole Davis、女性、1982年4月24日 - ）は、アメリカ合衆国のバレーボール選手。アメリカ合衆国代表選手。ポジションはリベロ。
デービスは2007/08シーズンに、トルコリーグ初の外国人選手としてフェネルバフチェでプレーし、チームの準優勝に貢献した。2008年の北京オリンピックでも、チームの銀メダル獲得に貢献した。

## 来歴

### 高校まで
カリフォルニア州ストックトン出身。好きなスポーツチームはニューヨークヤンキースで、好きな映画はダーティ・ダンシング。好きなTV番組はグレイズ・アナトミー 恋の解剖学。デービスは全日本空手道連盟錬武会の有段者でもある。
高校はストックトンのリンカーン高校（4年制）で2000年に卒業する間、3度優秀スポーツ賞を獲得した。バレーボール選手のアウトサイドヒッターとリベロで活躍し、シニアとしてもサンウォーキン・リーグに参加している。4年次のシーズンには、アタック357本、ブロック40本、サービスエース35本、ディグ569本を記録し、1999年と2000年のカリフォルニア選手権優勝に大きく貢献した。
デービスはNike Pacific and Delta Valleyバレーボールクラブでも活躍し、ジュニアオリンピックに出場した。

### 南カリフォルニア大学
デービスは南カリフォルニア大学に進学し、政治学を専攻した。
4年次にはリベロとして、2年連続のNCAA全米大学選手権優勝に貢献した。4年間に大学歴代6位となるディグ合計1,093本と1試合あたり3.09本をマークしている。デービスは、対スタンフォード大学戦3試合において、31本のディグを記録し自らが持つ大学記録を更新している。12月13日のNCAA地域選手権決勝（対カリフォルニア大学ロサンゼルス校戦）でも31本のディグをマークしている。2003年夏には、レークプラシッドで行われたアメリカB代表の合宿に参加している。

## 国際大会
2014
- 世界選手権 （優勝）

2012
- ロンドンオリンピック （2位）
- ワールドグランプリ （優勝）

2011
- ワールドカップ（2位）
- ワールドグランプリ （優勝）

2010
- 世界選手権 （4位）
- ワールドグランプリ （優勝）

2008
- 北京オリンピック
- ワールドグランプリ （4位）

2007
- ワールドグランプリ （8位）
- ワールドカップ（3位）

2006
- ワールドグランプリ （7位）
- 世界選手権 （9位）

2005
- ワールドグランプリ（予選敗退）
- 2006年バレーボール世界選手権予選 （1位）
- NORCECA 大陸選手権 （1位）

## ハイライト
- 2008 - ワールドグランプリ ベストディガー部門 4位（セット平均 2.33本）
- 2007 - NORCECA選手権 ベストディガー部門 3位（セット平均 3.00本）、同サーブレシーブ部門 Aキャッチ54本（受け数84本中 ）
- 2006 - ワールドグランプリ ベストリベロ部門 6位
- 2005 – NORCECA 大陸選手権でフルセットの末にキューバを破り、2005年ワールドグランドチャンピオンズカップに出場権を獲得。